# Milo J
Milo J   (Morón, 25 d'octubre de 2006) és un cantant, raper i compositor argentí.